# Jazmín del Coquito
Jazmín del Coquito är en ort i Mexiko.   Den ligger i kommunen Del Nayar och delstaten Nayarit, i den centrala delen av landet, 600 km väster om huvudstaden Mexico City. Jazmín del Coquito ligger 818 meter över havet och antalet invånare är 380.
Terrängen runt Jazmín del Coquito är lite bergig. Runt Jazmín del Coquito är det mycket glesbefolkat, med 5 invånare per kvadratkilometer. Närmaste större samhälle är Presidio de los Reyes, 17,4 km väster om Jazmín del Coquito. I omgivningarna runt Jazmín del Coquito växer huvudsakligen savannskog.